# (48538) 1993 RF15
1993 أر أف 15 (ويعرف أيضًا باسم (48538) 1993 أر أف 15 وفق تسمية الكوكب الصغير) (بالإنجليزية: 1993 RF15)‏ هو كويكب ضمن حزام الكويكبات؛ وترتيبه 48538 من حيث الاكتشاف.
اكتُشف هذا الجُرم الفلكي بواسطة إيريك والتر إلست في 15 سبتمبر 1993.

## وصلات خارجية
- (48538) 1993 RF15 في قاعدة بيانات مختبر الدفع النفاث لأجرام النظام الشمسي الصغيرة

- الاكتشاف · مخطط المدار ·  العناصر المدارية · المعلمات المادية

- (48538) 1993 RF15 على موقع ويكي سكاي: DSS2, SDSS, GALEX, IRAS, Hydrogen α, X-Ray, Astrophoto, Sky Map, Articles and images